# José María Torroja Miret
José María Torroja y Miret (Madrid, 11 de mayo de 1884 - 17 de diciembre de 1954) fue un ingeniero y matemático español.

## Biografía
Hijo del arquitecto Eduardo Torroja y Caballé y hermano del también ingeniero Eduardo Torroja Miret. Ingeniero de caminos y doctor en ciencias exactas. Fue presidente del Consejo de Obras Públicas. Introdujo en España la fotogrametría como método de trabajo. De 1913 a 1930 dirigió el Servicio de Fotogrametría del Instituto Geográfico y Catastral que colaboró en la confección del mapa topográfico de España. También fue miembro de la Real Sociedad Geográfica, de la que fue secretario perpetuo.
Fue vicepresidente de la Junta para la Ampliación de Estudios (1924-1931) y subdirector del Laboratorio Torres Quevedo. En 1920 ingresó en la Real Academia de Ciencias Exactas, Físicas y Naturales con el discurso La fotogrametría terrestre y aérea.
Después de la guerra civil española fue interventor general del CSIC, presidente del Patronato Juan de la Cierva y miembro de la asamblea de la Comisión Nacional Española de Cooperación con la Unesco, así como secretario general de la Asociación Española para el Progreso de las Ciencias.

### Otras sociedades de las que fue miembro
- Real Academia de Ciencias y Artes de Barcelona.
- Academia Colombiana de Ciencias Exactas.
- Academia de Ciencias de Lisboa.
- Sociedad de Ciencias Naturales de Venezuela.
- Sociedades Geográficas de Berlín, Colombia, Copenhague, Cuba, París, Perú y Rumanía.

## Obras
- Fundamentos teóricos de la fototopografía (1908)
- Aplicaciones métricas de la estereoscopía (1908)
- Fotogrametría terrestre y aérea (1920)